# Luca Schuler (Freestyle-Skier)
Luca Schuler (* 17. Januar 1998 in Schwyz) ist ein Schweizer Freestyle-Skier.

## Werdegang
Schuler, der für den Sc Schaffhausen startet, hatte sein Weltcupdebüt zum Beginn der Saison 2013/14 in Copper Mountain, welches er im Slopestyle auf dem 20. Platz beendete. Bei den Olympischen Winterspielen 2014 in Sotschi belegte er den 32. Platz im Slopestyle. Ebenfalls in dieser Saison errang er den zweiten Platz im Big Air beim Fridge Festival in Wien. Im April 2014 wurde er Schweizer Meister in der Disziplin Slopestyle. Zu Beginn der Saison 2014/15 kam er beim Stubai Jam in Neustift im Stubaital auf den dritten Platz. Im März 2015 erreichte er mit dem dritten Platz im Slopestyle in Silvaplana seine erste Podestplatzierung im Weltcup und belegte damit den fünften Platz im Slopestyle-Weltcup. Im selben Monat gewann er bei den Juniorenweltmeisterschaften in Chiesa in Valmalenco die Goldmedaille im Slopestyle. In der Saison 2015/16 errang er bei den Winter-X-Games 2016 in Aspen den siebten Platz im Big Air und bei den X-Games Oslo 2016 den 15. Platz im Big Air. Im April 2016 wurde er in Silvaplana Schweizer Meister im Slopestyle. In der folgenden Saison belegte er im Weltcup jeweils im Big Air den dritten Platz in El Colorado und den zweiten Rang in Mönchengladbach und erreichte abschliessend den achten Platz im Big Air Weltcup. Bei den Winter-X-Games 2017 gelang ihm der 16. Platz im Slopestyle und der siebte Rang im Big Air. Im März 2017 kam er bei den X-Games Norway 2017 in Hafjell auf den zehnten Platz im Big Air und bei den Freestyle-Skiing-Weltmeisterschaften in Sierra Nevada auf den 29. Rang im Slopestyle. Im folgenden Monat wurde er erneut Schweizer Meister im Slopestyle. Am 29. April 2022 gab er seinen Rücktritt als Spitzensportler bekannt.